# Джердон, Томас
Томас Джердон (англ. Thomas Caverhill Jerdon) — британский медик, зоолог и ботаник. Известен своими работами по орнитологии Индии. Несколько видов птиц, включая бегунка Джердона (Rhinoptilus bitorquatus), носят его имя.
Им описаны прыгающий муравей Harpegnathos saltator, инвазивный вид муравьев Trichomyrmex destructor и другие виды и составлен каталог муравьёв Индии.

## Биография
Был старшим сыном в семье. Отец, также натуралист, хотя и малоизвестный, повлиял на интерес Томаса к естествознанию. Его младший брат стал активным ботаником.
Получив образование, он отправился в Индию, где работал военным врачом (первоначально сражаясь преимущественно с лихорадкой и дизентерией) и занимался научными исследованиями. С 1868 года в отставке.
В июне 1870 ухудшение состояния здоровья (лихорадка) заставило Джердона вернуться в Англию. 12 июня 1872 он скончался и был похоронен на кладбище Вест Норвуд.

## Труды
- (1840) Cuculus himalayanus sp. n. Madras J. Literature and Science 11: 12-13
- (1842) Cuculus venustus sp. n. Madras J. Literature and Science 13: 140
- (1843-1847) Illustrations of Indian ornithology. American Mission Press, Madras.
- (1851) A catalogue of the species of ants found in southern India. Madras J. Lit. Sci. 17: 103-127
- (1853) Catalogue of Reptiles inhabiting the Peninsula of India. J. Asiat. Soc. 153
- (1854) A catalogue of the species of ants found in southern India. Ann. Mag. Nat. Hist. (2)13: 45-56
- (1863) The Birds of India. Volume I 1857 (May 30, 1863)
- (1864) The Birds of India. Volume II, Part I 1895 (February 20, 1864)
- (1864) The Birds of India. Volume III 1931 (October 29, 1864)
- (1870) Notes on Indian Herpetology. P. Asiatic Soc. Bengal March 1870: 66-85
- (1874) The mammals of India: natural history. John Wheldon, London.